# Жанажол (Казигуртський район)
Жанажо́л (каз. Жаңажол) — село у складі Казигуртського району Туркестанської області Казахстану. Входить до складу Жанабазарського сільського округу.
Населення — 779 осіб (2021; 792 у 2009, 694 у 1999, 464 у 1989).